# Frank-Peter Hansen
Frank-Peter Hansen (* 15. März 1956 in Flensburg) ist ein deutscher Philosoph und Schriftsteller. Als Autor veröffentlichte er neben wissenschaftlichen Büchern auch drei Romane (Schlütt, Verlorenort, Solutio) und in Flensburg, im Harz und/oder auf Nordstrand spielende Regionalkrimis.

## Leben
1974 bestand er sein Abitur und zog anschließend nach West-Berlin. Heute wohnt er in Berlin-Pankow. An der Freien Universität Berlin studierte er Philosophie und Germanistik. 1984 promovierte er im Fach Philosophie mit einer Arbeit über Hegels Wesenslogik. Zwischen 1989 und 1991 Lehraufträge an der Freien Universität Berlin im Fachbereich Philosophie. 1995 folgte ein Lehrauftrag an der Humboldt-Universität. Darüber hinaus gab er Anfang der 1990er Jahre an der Lessing-Hochschule in Berlin Kurse zur Ästhetik der Goethezeit. Zwischen 2001 und 2004 war er selbstständiger Buchhändler. Seit 1989 publizierte er zahlreiche philosophische Fachbücher, Zeitschriftenaufsätze, Essays und Rezensionen. Sein 2009 erschienener Roman Schlütt. Sustine et abstine wurde von der Kritik positiv aufgenommen.

## Werke
- 1989: Das älteste Systemprogramm des deutschen Idealismus. Rezeptionsgeschichte und Interpretation. de Gruyter
- 1994: G.W.F.Hegel: 'Phänomenologie des Geistes'. Ein einführender Kommentar. Schöningh in der Reihe UTB
- 1994: Hegels 'Phänomenologie des Geistes'. 'Erster Teil' des 'Systems der Wissenschaft' dargestellt anhand der 'System-Vorrede' von 1807. Königshausen & Neumann
- 1997: G.W.F.Hegel: 'Wissenschaft der Logik'. Ein Kommentar. Königshausen & Neumann
- 1998 Herausgeber der CD-ROM Philosophie von Platon bis Nietzsche, mit einer philosophiehistorischen Einleitung, Digitale Bibliothek 2, DIRECTMEDIA
- 2000: Geschichte der Logik des 19. Jahrhunderts. Eine kritische Einführung in die Anfänge der Erkenntnis- und Wissenschaftstheorie. Königshausen & Neumann
- 2005: Vom wissenschaftlichen Erkennen. Aristoteles – Hegel – N. Hartmann. Königshausen & Neumann
- 2007: Redakteur und Autor der Kiezgeschichten aus Pankow, Weißensee und Prenzlauer Berg. Zweiter Band
- 2008: Nicolai Hartmann – erneut durchdacht. Königshausen & Neumann
- 2009: erschien sein Romandebüt Schlütt. Sustine et abstine im Avinus Verlag
- 2011: Fördemord im Schardt Verlag
- 2012: Solitüdegrab im Schardt Verlag
- 2013: Salzwiesentod im M.-G.-Schmitz-Verlag (Nordstrand)
- 2013: Willeexperiment im M.-G.-Schmitz-Verlag
- 2015: Abzuchtraub im M.-G.-Schmitz-Verlag
- 2016: Verlorenort (unter dem Pseudonym Romahn Schreiber) im M.-G.-Schmitz-Verlag
- 2016: Vergessene Bücher im M.-G.-Schmitz-Verlag
- 2017: Versenkt. HSV-Momente (unter dem Pseudonym Willi Michel) bei Königshausen & Neumann
- 2017: Flensburger Miniaturen im M.-G.-Schmitz-Verlag
- 2018: Solutio bei Königshausen & Neumann
- 2018: Flensburger Miniaturen 2. Hand in Hand durch die Straßen, im M.-G.-Schmitz-Verlag
- 2018: Die Wittgenstein-Dekomposition bei Königshausen & Neumann
- 2018: Das HSV-Mutmachbuch. 34 Gründe, warum es mit dem HSV wieder bergauf geht, SCHWARZKOPF & SCHWARZKOPF
- 2019: Die Wittgenstein-Dekomposition 2 bei Königshausen & Neumann
- 2019: Die Heidegger-Dekomposition bei Königshausen & Neumann
- 2021: Flensburg 08 Fußballfibel (Bibliothek des Deutschen Fußballs), CULTURCON medien
- 2023: Flensburg – Kleine Fluchten. Ein Reisebegleiter, Königshausen & Neumann
- 2023: Rungholttod. Küsten-Krimi, Königshausen & Neumann
- 2023: Quellentaltod.  Flensburg-Krimi, Königshausen & Neumann
- 2023: Brockentod. Flensburg-Harz-Krimi, Königshausen & Neumann
- 2025: Spiegelgrottentod. Flensburg-Krimi, Königshausen & Neumann

Zusätzlich erschienen Aufsätze, Essays und Rezensionen in verschiedenen Fachzeitschriften. Seit 2020 schreibt Hansen in unregelmäßigen Abständen im Internetforum „KulturPort“ für die Reihe „Vergessen? Gelesen!“, in der er vor allem Publikationen des 19. und frühen 20. Jahrhunderts kritisch würdigt und zur erneuten Lektüre empfiehlt.